# Jagoda Gruszczyńska
Jagoda Gruszczyńska (Września, 1 de fevereiro de 1995) é uma jogadora de vôlei de praia polonesa.

## Carreira
Com Katarzyna Kociołek conquistou a medalha de ouro no Campeonato Europeu Sub-20 realizado em Hartberg e juntas disputaram a edição do Campeonato Mundial de Vôlei de Praia Sub-21 de 2013 realizado em Umago e conquistaram a medalha de ouro.